# سدا هونانیان
سدا هونانیان (ارمنی: Սեդա Հունանյան؛  ۱۱ اوت ۱۹۵۰) یک بازیگر و خواننده اهل ارمنستان است. وی از سال میلادی تاکنون مشغول فعالیت بوده‌است.

## زندگی‌نامه
وی در ۱۱ اوت ۱۹۵۰ در ایروان به دنیا آمد و از کالج دولتی موسیقی آرنو باباجانیان و انستیتو دولتی هنری و نمایشی ایروان فارغ‌التحصیل شد. وی در تئاتر کمدی موزیکال پارونیان فعالیت کرده است. 